# Math (logiciel)
 (avril 2013).
Si vous disposez d'ouvrages ou d'articles de référence ou si vous connaissez des sites web de qualité traitant du thème abordé ici, merci de compléter l'article en donnant les références utiles à sa vérifiabilité et en les liant à la section « Notes et références ».

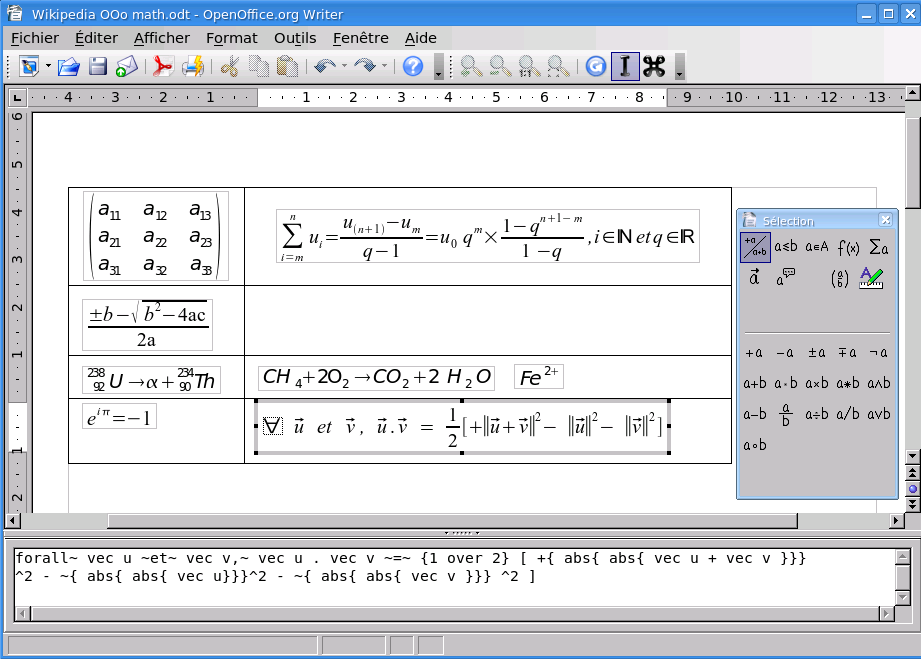
Math en action dans Writer (OpenOffice.org)

Math est l'éditeur de formule des suites bureautiques libres LibreOffice et Apache OpenOffice.

## Fonctionnalités
Écrire des formules mathématiques est plus compliqué que d'écrire du texte car les formules contiennent régulièrement des notations spéciales (par exemple la racine carrée) ou peuvent s'écrire sur plusieurs lignes en demandant un alignement correct (fractions, matrices, etc.).
En outre, l'écriture mathématique suit certaines règles pour séparer les formules du corps de texte et améliorer la lisibilité. Par exemple, les nombres, les unités et la fonction logarithme décimal sont écrits dans un style droit alors que la fonction {\displaystyle f} est en italique.
Writer utilise le même principe que beaucoup de traitements de texte pour écrire les formules mathématiques. Les formules sont écrites dans un module spécial (Math) et insérées dans le texte de la même manière que les graphiques.
Contrairement aux autres modules d'OpenOffice.org, Math n'est pas entièrement WYSIWYG. En effet, l'édition de formule se fait au travers d'un langage spécial, dans une fenêtre séparée de la fenêtre d'affichage. Ce choix a été fait afin de permettre une écriture des équations plus rapide, de la même manière qu'en LaTeX.
Une boite de dialogue est également disponible afin d'insérer rapidement des modèles de fonctions courantes.
Il est important de comprendre que le module Math a pour but la présentation d'équations mathématiques et non pas leur résolution: il s'agit d'un langage de mise en forme uniquement. Les calculs peuvent être réalisés par une autre composante de la suite OpenOffice, le module Calc.

### Exemple
Pour représenter la formule {\displaystyle {\tfrac {2}{5+7}}}, il faut écrire {2} over {5+7} dans Math pour décrire la fraction. Ici, over signifie fraction et {} sont des parenthèses invisibles, utilisées afin d'indiquer à Math un bloc insécable.
De la même manière, l'expression {\displaystyle {\tfrac {1}{\tfrac {2}{5+7}}}} s'écrira alors 1 over { 2 over {5+7} }, cette particularité permet de réutiliser facilement des équations déjà rédigées précédemment dans de nouveaux calculs, sans avoir à les rédiger de nouveau. Cela permet, dans le cas de très nombreux calculs à effectuer, de représenter les équations bien plus rapidement qu'en les rédigeant à la main.

## Format de fichier
Math exporte au format MathML et PDF.
Math fournit des filtres d'import/export pour MathType de Design Science. (L'éditeur d'équation de Microsoft Word est une version limitée de MathType)
Quand on exporte de Writer vers Word, OpenOffice.org convertit les formules Math insérées dans le texte en MathType.
Quand on exporte de Word vers Writer, OpenOffice.org fait la conversion inverse.

## Identité visuelle

Logo de la version 2.0
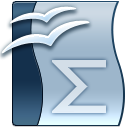
Logo de la version 3.0
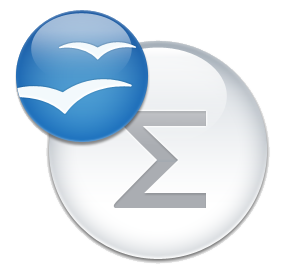
Logo de la version 3.2.1